# 营子遗址
营子遗址，位于山东省东营市广饶县石村乡营子村，是中华人民共和国山东省文物保护单位之一。
1977年12月23日，授予山东省文物保护单位，是一座古遗址。